# غوموندور ستاين جونارسون
قومبندور ستاين قينارسون (من مواليد 1982)، ملحن ومؤدي أيسلندي وعضو مؤسس في منظمة للفنون التجريبية في ركافيك. طور في مؤلفاته لغة إيقاعية خالية من الإيقاع المنتظم أو الأوزان، وابتكر نوتة موسيقية جديدة لتمثيل موسيقاه.